# Regionalflughafen Telluride

i7
i11
i13
Der Telluride Regional Airport (IATA-Code: TEX, ICAO-Code: KTEX)  ist ein öffentlicher Flughafen zehn Kilometer westlich von Telluride im San Miguel County, Colorado, USA und ist im Besitz der Telluride Regional Airport Authority. Er befindet sich auf einer Höhe von 2767 m (9078 Fuß) über dem Meeresspiegel und ist der höchstgelegene Flugplatz in den USA mit planmäßigen Passagierflügen und der zweithöchste Flugplatz in den USA hinter dem Flughafen Leadville (Colorado). Der Flughafen erstreckt sich über 219 ha und hat eine Asphaltlandebahn mit 2167 m Länge.

## Geschichte
Es wurden im Laufe der Zeit von unterschiedlichen Fluggesellschaften Flugdienste unter den Marken Continental Express, Delta Connection und United Express durchgeführt, unter anderem:
- Ab dem Jahr 1985 flog hier Rocky Mountain Airways als Continental Express im Auftrag der Continental Airlines mit Flugzeugen des Typs de Havilland Canada Dash 7.[5]

- Mesa Airlines führte Flüge unter United Express ab März 2007 mit De Havilland DHC-8-Flugzeugen durch.[6]

- Die Great Lakes Airlines bediente den Flughafen von 1998 bis 2014, und vom Dezember 2016 bis März 2018 als United Express.[7]

- Boutique Air setzte den Service mit Flugzeugen des Typs Pilatus PC-12 und Beechcraft King Air fort.[8]

- Key Lime Air, die als Denver Air Connection operiert, nahm im Mai 2019 den ersten planmäßigen täglichen Jet-Service nach Telluride mit einer Fairchild Dornier 328JET auf.

Im Jahre 2009 wurde die Landebahn für 24 Mio. Dollar renoviert.